# Omloop van het Waasland 1968
 De 4e editie van de Belgische wielerwedstrijd Omloop van het Waasland vond plaats op 16 maart 1968. De start en finish vonden plaats in Kemzeke. De winnaar was Jos Boons, gevolgd door Etienne Buysse en Hugo Hellemans.

## Uitslag
| Omloop van het Waasland 1968 |                |                               |         |
| Plaats                       | Naam           | Ploeg                         | Tijd    |
| Winnaar                      | Jos Boons      | Mann-Grundig                  | 4u42'0" |
| 2                            | Etienne Buysse | Pull Over Centrale - Tasmanie | 25'     |
| 3                            | Hugo Hellemans | Mann-Grundig                  | z.t.    |

1965 · 1966 · 1967 · 1968 · 1969 · 1970 · 1971 · 1972 · 1973 · 1974 · 1975 · 1976 · 1977 · 1978 · 1979 · 1980 · 1981 · 1982 · 1983 · 1984 · 1985 · 1986 · 1987 · 1988 · 1989 · 1990 · 1991 · 1992 · 1993 · 1994 · 1995 · 1996 · 1997 · 1998 · 1999 · 2000 · 2001 · 2002 · 2003 · 2004 · 2005 · 2006 · 2007 · 2008 · 2009 · 2010 · 2011 · 2012 · 2013 · 2014 · 2015 · 2016 · 2017 · 2018 · 2019 · 2020 · 2021 · 2022 · 2023 · 2024